# Smoke Blow
Smoke Blow est un groupe allemand de punk hardcore, originaire de Kiel.

## Histoire
Smoke Blow commence comme cover band de ZZ Top et de Lynyrd Skynyrd. Sous le nom de Smoke, les cinq membres fondateurs envoient leur première démo au magazine Rock Hard et sont engagés pour des fêtes de la rédaction. Plus tard, la rédaction choisit la chanson Old Man River comme bonus de sampler avec des groupes sans contrat d'un genre plus dur. En outre, les activités live sont relancées, le chanteur Jack Letten, instituteur de maternelle dans la vie civile, faisant montre de sa grossièreté et de son impudeur stylisées en marque de fabrique.
Dans un numéro du Rock Hard, il explique l'attitude de loubard décidée dans une ambiance de fête : « On voulait [...] faire un show d'enfer, nous cacher derrière des pseudonymes et nous défouler ». Le label loudsprecher (de Hanovre) sort en février 1999 le premier album Smoke's A-blowin' Black as Coal, enregistré avec du matériel bon marché et produit avec l'aide d'amis. L'année suivante, 777 Bloodrock, le deuxième opus du quintette, sort. En mars 2001, le groupe joue les premiers rôles pour les Melvins et en mai, il sort son troisième album, Punkadelic - The Godfather of Soul. Le quatrième album, German Angst, sorti en mars 2003, marque le départ de loudsprecher pour Noisolution, alors que le groupe compte désormais six membres. Une chanson de cet album, Circle of Fear, apparaît également sur la bande originale du jeu vidéo Tony Hawk's Underground. Depuis, les albums Dark Angel, Colossus et The Record viennent s'ajouter à la liste. Les deux concerts donnés en 2008 en première partie de la tournée Machmalauter du groupe Die Toten Hosen peuvent être considérés comme le point culminant des présentations live.

## Style musical
Le style musical est un mélange de musique bruitiste, doom, stoner rock, punk rock et punk hardcore. Le « niveau de bruit » provoqué en partie par les « orgies de cris », qui est qualifié plus tard de « débordements brachiaux », est apprécié tant par les critiques que par les fans. 

## Discographie
- 1999 : Smoke’s A-Blowin’ Black ss Coal (loudsprecher)
- 1999 : Smoke Blow vs. Bonehouse (avec Bonehouse) - vinyle édition limitée
- 2000 : 777 Bloodrock (loudsprecher)
- 2001 : Punkadelic - The Godfather of Soul (loudsprecher)
- 2003 : German Angst (Noisolution)
- 2005 : Dark Angel (Noisolution)
- 2008 : Colossus (PIAS)
- 2010 : The Record (PIAS)
- 2018 : Demolition Room (RYL NKR Recordings)
- 2023 : Demolition Room II (RYL NKR) (58e des charts allemands[7])